# Margot Dias
Margot Schmidt Dias GOIH (Nuremberga, Alemanha, 4 de junho de 1908 - Óbidos, Portugal, 26 de novembro de 2001), foi uma pianista, etnomusicóloga e realizadora etnológica portuguesa de origem germânica.

## Biografia
Nasce Margot Schmidt em Nuremberga em 1908; o pai é cervejeiro, e a mãe, oriunda de uma família de artesãos, trabalha em vendas numa joalharia antes de casar. Margot aprende inicialmente piano com a irmã mais velha, e aos 18 anos vai para Munique para continuar os estudos em música, sustentando-se através de aulas particulares de piano.
Em 1940 está a terminar o curso de mestre de piano na Academia de Música de Munique, e conhece Jorge Dias num concerto em Rostock. É Margot que estimula em Jorge Dias o interesse em etnologia. Casam em Novembro do ano seguinte e regressam a Portugal em 1944, antes do fim da Segunda Guerra Mundial.
Durante a década de 40, Margot dedica-se ao cancioneiro de Vilarinho das Furnas, e apoia o trabalho que o marido faz nesta aldeia e que apresenta na Universidade de Munique em 1944, para obter o doutoramento em Etnologia. No ano seguinte procede ao recolhimento de um cancioneiro que acrescenta um novo capítulo à dissertação (Capítulo XIV, "O Homem, Fisionomia e Concepção de Vida", publicado na monografia de 1948). 
Jorge Dias é convidado a dirigir a secção de Etnografia do Centro de Estudos de Etnologia Peninsular (CEEP) em 1947 e Margot Dias é então admitida ao CEEP e torna-se oficialmente sua colaboradora. A equipa inclui ainda Fernando Galhano, Ernesto Veiga de Oliveira e Benjamim Enes Pereira. Dá o seu último concerto de piano em 1956, dedicando-se desde então inteiramente à antropologia, campo em que iniciara o seu trabalho em 1947.
Em 1957 acompanha Jorge Dias na Missão de Estudos das Minorias Étnicas do Ultramar Português, cuja competência específica, atribuída por determinação ministerial em 1957, é a de "estudar as minorias étnicas do ultramar português e a sua repercussão na cultura portuguesa". A missão desloca-se a Angola, Moçambique e Guiné. Esta missão conta ainda com o apoio de Manuel Viegas Guerreiro. Entre 1957 e 1961 realizam campanhas de investigação sobre os Macondes do Norte de Moçambique, os Chopes do Sul de Moçambique e os Bosquímanos de Angola, entre outros. Na campanha de 1961 só Margot Dias regressa ao planalto, para recolher informação em falta. É dessas campanhas que resulta a publicação de quatro volumes monográficos acerca dos Macondes de Moçambique. Margot Dias ocupa-se de estudos relativos ao parentesco, às tecnologias tradicionais (cerâmica e cestaria), aos ritos de iniciação e à música e escultura. Produz registos cinematográficos de ritos de puberdade das raparigas, de danças, de contadores de histórias, de trabalhos em cerâmica e cestaria, concertos e sessões com o curandeiro, bem como gravações sonoras e detalhadas notas de campo.
Desde 1965, Margot Dias apoia a criação do Museu Nacional de Etnologia (MNE) e contribui o primeiro objecto de estudo etnográfico, um pote de água maconde. Depois da morte de Jorge Dias em 1973, continua a fazer investigação etnográfica, concentrada particularmente nos habitantes do planalto Maconde, mas não chega a publicar o quinto volume monográfico, dedicado a Escultura e Música.

## Reconhecimento
A 4 de Fevereiro de 1989 foi distinguida como Grande-Oficial da Ordem do Infante D. Henrique, pelo presidente Mário Soares.
A Associação Portuguesa de Antropologia, institui-o em sua homenagem e de Benjamim Pereira, o Prémio APA Margot Dias e Benjamim Pereira que distingue trabalhos na área da antropologia visual. 
Em 2016, o Museu Nacional de Etnologia, a Direcção Geral do Património Cultural (Portugal) e a Cinemateca Portuguesa, lançaram em DVD os filmes etnográficos que foram realizados por ela entre 1958 e1961. 

## Obras seleccionadas

### Monografias e artigos
Escreveu vários artigos na área da etnologia e antropologia: 
1954 - Rio de Onor: comunitarismo agro-pastoril - Cancioneiro (co-autores Jorge Dias e Fernando Galhano) 
1960 - Aspectos técnicos e sociais da olaria dos Chopes, publicado pela Junta de Investigações do Ultramar 
1965 - Os maganjas da Costa: contribuição para o estudo dos sistemas de parentesco dos povos de Moçambique 
1968 - Cestaria em Gaza: Moçambique 
1973 - O fenómeno da escultura Maconde chamada "Moderna" 
1986 - Instrumentos musicais de Moçambique 
1992 - Nota sobre o almofariz horizontal da província de Uíje, Angola 

### Filmografia
Margot Dias realizou perto de 30 filmes etnográficos entre entre 1958 e 1961: 
- 1958 - Aldeia de Antupa
- 1958 - Aldeia de Mussa
- 1958 - Cestaria de Gaza
- 1958 - Dança do Mapiku em Diferentes Lugares
- 1958 - Dança dos Vahumu em Mulumba
- 1958 - Imagens de Dois Enterros
- 1958 - Lihumbi
- 1958 - Lihumbi em Muamga - Cerimónias da Iniciação dos Rapazes
- 1958 - Mangonga, O Escultor
- 1958 - Mitema Fazendo um Pente
- 1958 - Moçambique - Cenas Várias I
- 1958 - Mpambanda Conta Histórias
- 1958 - Músicos Macondes
- 1958 - Ngoma, Iniciação das Raparigas
- 1958 - Olaria Maconde
- 1958 - Pilando Milho na Aldeia de Malaganu
- 1959 - Cesto Chihtelo
- 1959 - Gaza - Cenas Várias
- 1959 - As Lojas de Chongwene
- 1959 - Músicos e Marimbeiros em Banguza
- 1959 - Olaria de Mahupulane
- 1960 - Mussorongo, Musseques de Luanda - Cenas Várias
- 1960 - Preparação da Farinha de Mandioca Torrada I
- 1960 - Preparação da Farinha de Mandioca Torrada II
- 1961 - Casamento Songa
- 1961 - Ntchayu, Jogo de Raparigas
- 1961 - Cestaria Maconde